# Table des caractères Unicode/U0780
Cette page contient des caractères spéciaux ou non latins. S’ils s’affichent mal (▯, ?, etc.), consultez la page d’aide Unicode.
Table des caractères Unicode U+0780 à U+07BF (1 920 à 1 983 en décimal) (écrits de droite à gauche).

## Thâna (ou thaana)(Unicode 3.0 à 3.2)
Consonnes et signes voyelles pour l’écriture avec l’abugida thâna de la langue divehie, autres consonnes pour la transcription de l’arabe et du dialecte addu du divehi, utilisées principalement aux Maldives, et certaines régions de l’Inde.
Les caractères U+07A6 à U+07B0 sont des signes diacritiques se combinant avec le caractère qu’ils suivent (ce sont des signes de voyelles ou diphtongues, toujours explicitement écrites en divehi, sauf le dernier signe soukoun U+07B0  qui marque l’absence de voyelle après une consonne de base, ou une consonne non vocalisée en fin de morphème, ou l’amuïssement d’une voyelle étymologique) ; ces signes diacritiques sont combinés ici avec la lettre thâna alifou « އ » (U+0787) qui marque une consonne vide (afin de porter un diacritique voyelle ou un soukoun), à des fins de lisibilité.

### Table des caractères
| en fr  | 0 | 1 | 2 | 3 | 4 | 5 | 6 | 7 | 8 | 9 | A | B | C | D | E | F |
| ------ | - | - | - | - | - | - | - | - | - | - | - | - | - | - | - | - |
| U+0780 | ހ | ށ | ނ | ރ | ބ | ޅ | ކ | އ | ވ | މ | ފ | ދ | ތ | ލ | ގ | ޏ |
| U+0790 | ސ | ޑ | ޒ | ޓ | ޔ | ޕ | ޖ | ޗ | ޘ | ޙ | ޚ | ޛ | ޜ | ޝ | ޞ | ޟ |
| U+07A0 | ޠ | ޡ | ޢ | ޣ | ޤ | ޥ | އަ | އާ | އި | އީ | އު | އޫ | އެ | އޭ | އޮ | އޯ |
| U+07B0 | އް | ޱ |   |   |   |   |   |   |   |   |   |   |   |   |   |   |

### Historique

#### Version initiale Unicode 3.0
| v · d · m | 0 | 1 | 2 | 3 | 4 | 5 | 6 | 7 | 8 | 9 | A | B | C | D | E | F |
| --------- | - | - | - | - | - | - | - | - | - | - | - | - | - | - | - | - |
| U+0780    | ހ | ށ | ނ | ރ | ބ | ޅ | ކ | އ | ވ | މ | ފ | ދ | ތ | ލ | ގ | ޏ |
| U+0790    | ސ | ޑ | ޒ | ޓ | ޔ | ޕ | ޖ | ޗ | ޘ | ޙ | ޚ | ޛ | ޜ | ޝ | ޞ | ޟ |
| U+07A0    | ޠ | ޡ | ޢ | ޣ | ޤ | ޥ | އަ | އާ | އި | އީ | އު | އޫ | އެ | އޭ | އޮ | އޯ |
| U+07B0    | އް |   |   |   |   |   |   |   |   |   |   |   |   |   |   |   |

#### Compléments Unicode 3.2
| v · d · m | 0 | 1 | 2 | 3 | 4 | 5 | 6 | 7 | 8 | 9 | A | B | C | D | E | F |
| --------- | - | - | - | - | - | - | - | - | - | - | - | - | - | - | - | - |
| U+07B0    |   | ޱ |   |   |   |   |   |   |   |   |   |   |   |   |   |   |